# Елемент порівняння

Елемент порівняння у функціональній схемі САР.

Елемент порівняння — пристрій, що входить до складу систем автоматичного керування, порівнює сигнали, які надходять від задавача і системи автоматичного контролю (датчика) та подає одержаний сигнал розузгодження на регулятор.
Розрізняють цифрові й аналогові елементи порівняння.